# Савич Микола Іванович
Мико́ла Іва́нович Са́вич (нар. 1808, с. Середняки, Гадяцький повіт, Полтавська губернія, Російська імперія — пом. 20 травня (1 червня) 1892, Одеса, Херсонська губернія, Російська імперія) — громадський діяч і журналіст Російської імперії. Учасник російсько-турецької війни 1828—1829 років. Член Кирило-Методіївського товариства й Імператорського Одеського товариства історії і старожитностей.

## Життєпис
Микола Іванович Савич народився 1808 року в сім'ї багатого поміщика. Закінчив філософський факультет Імператорського Харківського університету. У 1827—1831 роках Микола Іванович служив у драгунському полку, брав участь у турецькій кампанії 1828—1829 роках. У 1831—1834 роках Савич вчився в Парижі у Колеж де Франс. Потім жив у своєму маєтку на Полтавщині.
У середині 1840 років познайомився з Тарасом Шевченком і з 1846 року став членом Кирило-Методіївського товариства. За участь у ньому і за опозиційні до самодержавства погляди 1847 року відкликаний з-за кордону, заарештований і відданий під нагляд поліції. З 1848 року Микола Савич жив у Одесі, був гласним міської думи, став членом Імператорського Одеського товариства історії і старожитностей, співпрацював у газеті «Одеський вісник», куди писав статті на політичну і економічну тематику.
Був похований на Першому Християнському цвинтарі Одеси. 1937 року комуністичною владою цвинтар було зруйновано. На його місці був відкритий «Парк Ілліча» з розважальними атракціонами, а частина була передана місцевому зоопарку. Нині достеменно відомо лише про деякі перепоховання зі Старого цвинтаря, а дані про перепоховання Савича відсутні.